# Jättedanio
Jättedanio (Devario aequipinnatus) är en art av stimfisk i familjen karpfiskar. I naturen förekommer arten i Bangladesh, Bhutan, Kambodja, Kina, Indien, Laos, Myanmar, Nepal, Pakistan, Sri Lanka och Thailand. Beroende på population kan en fullvuxen jättedanio bli upp till 15 cm lång.
Individerna vistas i vattendrag i kulliga områden och i bergstrakter.
Födan utgörs främst av insekter som kompletteras med kräftdjur och maskar. Honor kan fortplanta sig flera gångar per år och de lägger 5 till 20 ägg per tillfälle.
Flera exemplar fångas och säljs som akvariedjur. IUCN listar arten på grund av den stora utbredningen som livskraftig (LC).